# Могући свет
Могући свет је аналитички концепт присутан у оквирима модалне логике, прецизније: Крипкеове семантике, Луисовог модалног реализма, интуиционистичке логике.. који помоћу неодређености, нужности и вероватноће констатује, потврђује или оповргава исказе о истим, сличним или различитим световима.